# Pratt & Whitney JT3D
Il Pratt & Whitney JT3D, anche noto come Pratt & Whitney TF33 secondo la nomenclatura della United States Air Force, è il primo motore turboventola prodotto dalla Pratt & Whitney negli Stati Uniti ed il primo del suo genere ad ottenere un successo commerciale con l'impiego sui diffusi Boeing 707 e Douglas DC-8.
Complessivamente, dal 1958 fino al 1985, furono prodotte oltre 8600 unità e si prevede che rimanga operativo (nella versione militare TF33 installata sui B-52H) almeno fino al 2018.

## Storia del progetto
Dopo la fugace apparizione nel 1946 del primo prototipo di turbofan, il Metropolitan-Vickers F.3, la Rolls-Royce decise di esplorare, con la famiglia dei motori Conway, questa nuova classe di motori a reazione a "flussi separati", in cui una parte dell'aria in ingresso viene interessata dal passaggio attraverso tutti i componenti del motore (compressore, camera di combustione, turbina e ugello di scarico), mentre la restante viene trattata solo da uno o più stadi del compressore ed espulsa senza passare per la camera di combustione e la turbina. 
La Pratt & Whitney, da parte sua, iniziò la progettazione di un turboventola a partire dal gennaio del 1958, prendendo come base di partenza il suo primo turbogetto bialbero sviluppato in proprio, il JT3C. L'introduzione di una ventola (fan) a doppio stadio in luogo dei tre stadi del compressore di bassa pressione del JT3C, comportò un netto miglioramento nelle prestazioni e nei consumi pur mantenendo il 90% dei componenti del motore precedente.
Nel 1959 iniziarono le prove di certificazione in volo a bordo di un B-45 appositamente modificato, mentre il 22 giugno del 1960 decollò il primo Boeing 707-120 equipaggiato con i nuovi motori.
Le prime richieste per il nuovo motore iniziarono già nel 1959, quando l'American Airlines piazzò l'ordine per il Boeing 707-120B e la KLM per i Douglas DC-8, attratte dalla migliore efficienza dei turboventola. Il primo 707 spinto da motori JT3D entrò in servizio per la American Airlines il 12 marzo 1961. 
I Boeing KC-135 Stratotanker erano originariamente tutti equipaggiati da motori turbogetto. In seguito alla dismissione di un gran numero di 707 da parte delle compagnie aeree in seguito alla disponibilità di nuovi modelli più efficienti e moderni, la United States Air Force rilevò questo surplus per rimotorizzare i KC-135A usati dalla Air National Guard con i motori civili JT3D (designati TF33-PW-102). Più di 150 aerei furono modificati e i vecchi KC-135A furono rinominati KC-135E.

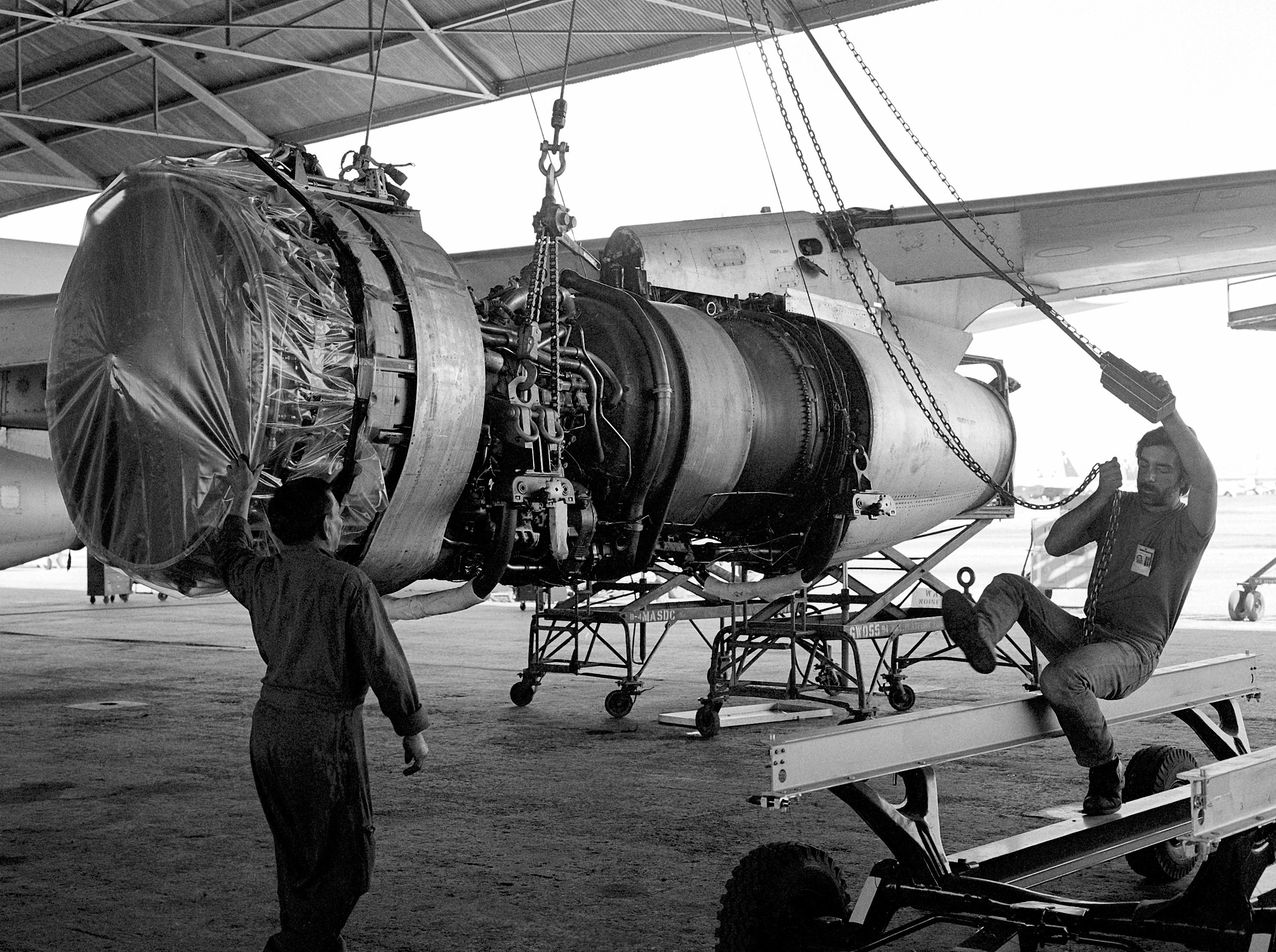
Alcuni JT3D provenienti da Boeing 707 furono utilizzati per rimotorizzare i KC-135A dell'USAF (1984).

## Tecnica
La riduzione della velocità media dei gas di scarico ottenuta aumentando il rapporto di bypass ha il duplice obbiettivo di ridurre la quantità di energia cinetica persa nel getto e abbassare il livello di rumore (che cresce con l'ottava potenza della velocità di efflusso del getto). Ovviamente, per ottenere la stessa spinta, è necessario aumentare la massa di aria trattata dal motore, aumentando gli ingombri trasversali e, conseguentemente, la resistenza aerodinamica. Il primo modello di JT3D, grazie all'impiego del fan, trattava una massa d'aria del 150% superiore a quella del precedente JT3C, riducendo sensibilmente la velocità media di efflusso.
Nel JT3D, i due stadi del fan comprimono il flusso proveniente dalla presa d'aria che viene poi diviso in due regioni concentriche. Quella più interna prosegue (come in un turbogetto semplice) attraverso 6 stadi del compressore assiale di bassa pressione montati sullo stesso albero del fan. A seguire incontra i 7 stadi del compressore di alta pressione e la camera di combustione di tipo tubo-anulare con otto tubi di fiamma, ciascuno dotato di otto iniettori/bruciatori di combustibile. 
La turbina è costituita da uno stadio di alta pressione collegato da un albero alla relativa sezione di alta pressione del compressore e tre stadi di bassa pressione che muovono mediante un altro albero concentrico al primo il fan e la sezione di bassa pressione del compressore.
Il flusso di aria più esterno, invece di passare all'interno dal motore viene scaricato valle del fan.

## Versioni

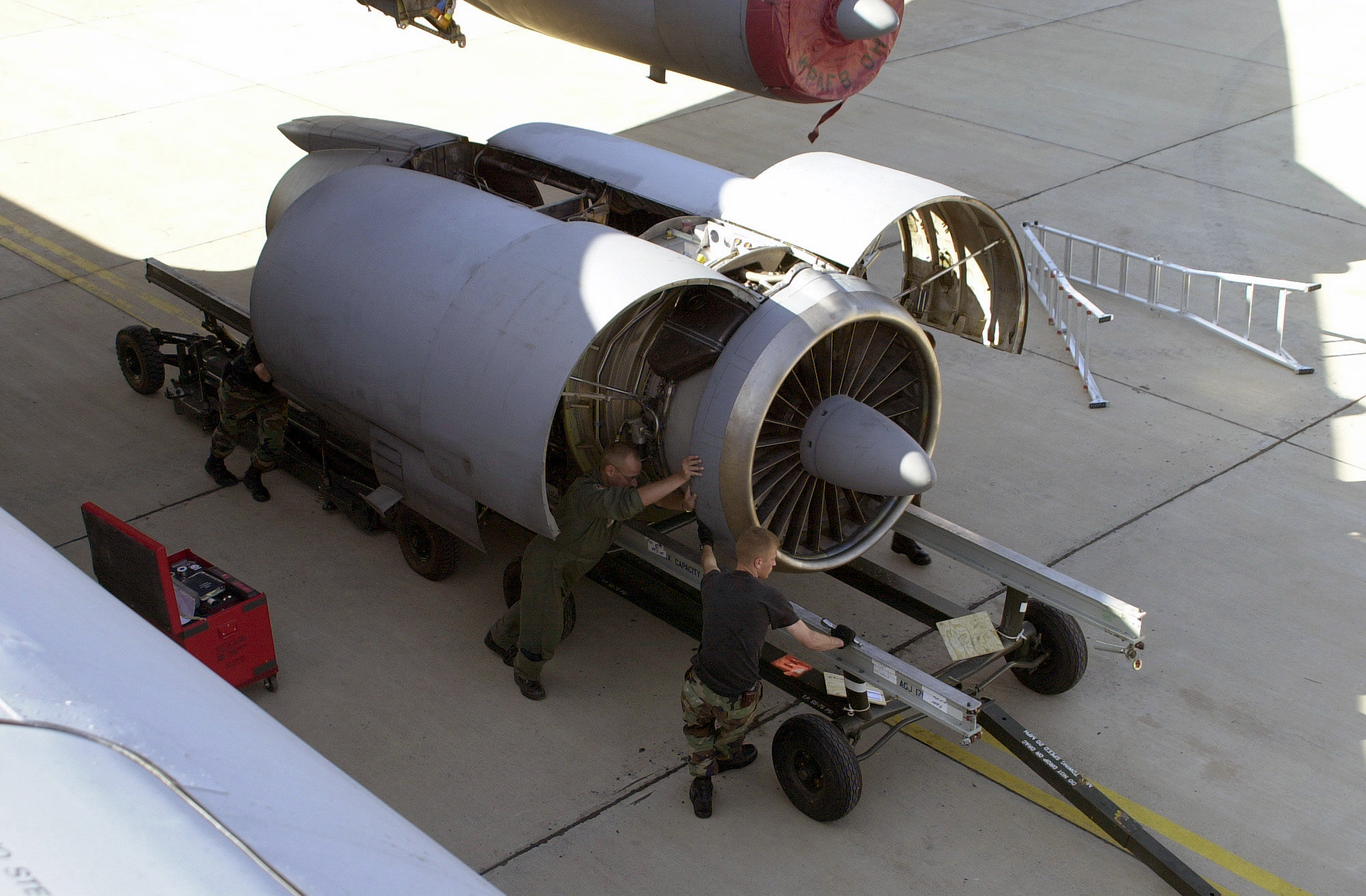
Un motore TF33-P-7 sbarcato da un C-141B

JT3D-175,6 kN (17.000 lb) di spinta, versione civile
JT3D-3B80,1 kN (18.000 lb) versione civile
JT3D-784,4 kN (19.000 lb)  versione civile
TF33-P-375,6 kN (17.000 lb)  installato su B-52H
TF33-P-580,1 kN (18.000 lb)  installato su KC-135
TF33-P-793,4 kN (21.000 lb) installato su C-141
TF33-P-1171,2 kN (16.000 lb)  installato su B-57

## Velivoli utilizzatori
Civili (JT3D)
- Boeing 707
- Douglas DC-8
- Shanghai Y-10

Militari (TF33)
- B-52 Stratofortress
- Boeing C-18
- C-135B Stratolifter
- E-3 Sentry
- E-8 Joint STARS
- KC-135E Stratotanker (JT3D provenienti dal surplus di 707 civili)
- VC-137B/C Stratoliner
- C-141 Starlifter
- Martin RB-57F